# Barcelona Open 2017 - Qualificazioni singolare
Le qualificazioni del singolare del Barcelona Open 2017 sono state un torneo di tennis preliminare per accedere alla fase finale della manifestazione. I vincitori dell'ultimo turno sono entrati di diritto nel tabellone principale. In caso di ritiro di uno o più giocatori aventi diritto a questi sono subentrati i lucky loser, ossia i giocatori che hanno perso nell'ultimo turno ma che avevano una classifica più alta rispetto agli altri partecipanti che avevano comunque perso nel turno finale.

## Teste di serie
1. Thiago Monteiro (qualificato)
2. Yūichi Sugita (ultimo turno, Lucky loser)
3. Chung Hyeon (qualificato)
4. Santiago Giraldo (qualificato)
5. Tarō Daniel (qualificato)
6. Andrey Rublev (primo turno)

1. Roberto Carballés Baena (primo turno)
2. Casper Ruud (qualificato)
3. Íñigo Cervantes
4. Kenny de Schepper (primo turno, ritirato)
5. Guido Pella (ultimo turno)
6. Uladzimir Ihnacik (primo turno)

## Qualificati
1. Thiago Monteiro
2. Steven Diez
3. Chung Hyeon

1. Santiago Giraldo
2. Tarō Daniel
3. Casper Ruud

### Lucky loser
1. Yūichi Sugita

## Tabellone

### Legenda
| - Q = Qualificato - WC = Wild card - LL = Lucky loser | - ALT = Alternate - SE = Special Exempt - PR = Protected Ranking | - w/o = Walkover - r = Ritirato - d = Squalificato |

### Sezione 1
|  | Primo turno | Primo turno          | Primo turno          | Primo turno | Primo turno |  |  | Ultimo turno | Ultimo turno         | Ultimo turno | Ultimo turno | Ultimo turno |  |
|  |             |                      |                      |             |             |  |  |              |                      |              |              |              |  |
|  | 1           | Thiago Monteiro      | 6                    | 64          | 6           |  |  |              |                      |              |              |              |  |
|  |             | Lukáš Rosol          | 3                    | 7           | 3           |  |  | 1            | Thiago Monteiro      | 6            | 64           | 6            |  |
|  |             | Jordi Samper-Montaña | Jordi Samper-Montaña | 4           |             |  |  |              | Jordi Samper-Montaña | 1            | 7            | 1            |  |
|  | 10          | Kenny de Schepper    | Kenny de Schepper    | 5           | r           |  |  |              |                      |              |              |              |  |

### Sezione 2
|  | Primo turno | Primo turno       | Primo turno       | Primo turno | Primo turno |  |  | Ultimo turno | Ultimo turno  | Ultimo turno  | Ultimo turno | Ultimo turno |  |
|  |             |                   |                   |             |             |  |  |              |               |               |              |              |  |
|  | 2           | Yūichi Sugita     | Yūichi Sugita     | 7           | 6           |  |  |              |               |               |              |              |  |
|  | WC          | Nicola Kuhn       | Nicola Kuhn       | 65          | 2           |  |  | 2            | Yūichi Sugita | Yūichi Sugita | 4            | 67           |  |
|  |             | Steven Diez       | Steven Diez       | 7           | 6           |  |  |              | Steven Diez   | Steven Diez   | 6            | 7            |  |
|  | 12          | Uladzimir Ihnacik | Uladzimir Ihnacik | 62          | 4           |  |  |              |               |               |              |              |  |

### Sezione 3
|  | Primo turno | Primo turno       | Primo turno       | Primo turno | Primo turno |  |  | Ultimo turno | Ultimo turno | Ultimo turno | Ultimo turno | Ultimo turno |  |
|  |             |                   |                   |             |             |  |  |              |              |              |              |              |  |
|  | 3           | Chung Hyeon       | Chung Hyeon       | 7           | 6           |  |  |              |              |              |              |              |  |
|  |             | Ernests Gulbis    | Ernests Gulbis    | 62          | 2           |  |  | 3            | Chung Hyeon  | Chung Hyeon  | 6            | 6            |  |
|  |             | Marco Trungelliti | Marco Trungelliti | 3           | 3           |  |  | 11           | Guido Pella  | Guido Pella  | 2            | 4            |  |
|  | 11          | Guido Pella       | Guido Pella       | 6           | 6           |  |  |              |              |              |              |              |  |

### Sezione 4
|  | Primo turno | Primo turno                 | Primo turno | Primo turno | Primo turno |  |  | Ultimo turno | Ultimo turno                | Ultimo turno | Ultimo turno | Ultimo turno |  |
|  |             |                             |             |             |             |  |  |              |                             |              |              |              |  |
|  | 4           | Santiago Giraldo            | 2           | 7           | 6           |  |  |              |                             |              |              |              |  |
|  |             | Enrique López-Pérez         | 6           | 64          | 3           |  |  | 4            | Santiago Giraldo            | 5            | 6            | 6            |  |
|  | WC          | Alejandro Davidovich Fokina | 3           | 6           | 6           |  |  | WC           | Alejandro Davidovich Fokina | 7            | 3            | 2            |  |
|  | 7           | Roberto Carballés Baena     | 6           | 2           | 2           |  |  |              |                             |              |              |              |  |

### Sezione 5
|  | Primo turno | Primo turno     | Primo turno | Primo turno | Primo turno |  |  | Ultimo turno | Ultimo turno  | Ultimo turno  | Ultimo turno | Ultimo turno |  |
|  |             |                 |             |             |             |  |  |              |               |               |              |              |  |
|  | 5           | Tarō Daniel     | Tarō Daniel | 6           | 6           |  |  |              |               |               |              |              |  |
|  | WC          | Jaume Munar     | Jaume Munar | 2           | 1           |  |  | 5            | Tarō Daniel   | Tarō Daniel   | 6            | 6            |  |
|  |             | Daniel Brands   | 6           | 3           | 6           |  |  |              | Daniel Brands | Daniel Brands | 2            | 4            |  |
|  | 9           | Íñigo Cervantes | 4           | 6           | 1           |  |  |              |               |               |              |              |  |

### Sezione 6
|  | Primo turno | Primo turno        | Primo turno        | Primo turno | Primo turno |  |  | Ultimo turno | Ultimo turno | Ultimo turno | Ultimo turno | Ultimo turno |  |
|  |             |                    |                    |             |             |  |  |              |              |              |              |              |  |
|  | 6           | Andrey Rublev      | 6(1)               | 6           | 3           |  |  |              |              |              |              |              |  |
|  |             | Daniel Masur       | 7                  | 3           | 6           |  |  |              | Daniel Masur | Daniel Masur | 0            | 2            |  |
|  | WC          | Oriol Roca Batalla | Oriol Roca Batalla | 4           | 1           |  |  | 8            | Casper Ruud  | Casper Ruud  | 6            | 6            |  |
|  | 8           | Casper Ruud        | Casper Ruud        | 6           | 6           |  |  |              |              |              |              |              |  |